# Alfenz
L'Alfenz est une rivière autrichienne d'une longueur de 26 km qui coule dans la vallée du Klostertal, dans le land du Vorarlberg. Elle coule vers l'ouest pour se terminer dans l'Ill, elle est donc un sous-affluent du Rhin.